# 霸王卸甲
《霸王卸甲》一首琵琶独奏曲。题材關於楚漢戰爭中项羽大敗的悲壮结局。而《十面埋伏》則寫項羽大敗劉邦得勝而歸的故事。本曲有数种不同的演奏谱，但基本旋律类似。
《霸王卸甲》段落  

1、营鼓  

2、升帐  

3、点将（1）  

4、整队  

5、点将（2）  

6、出阵（1）  

7、出阵（2）  

8、接战  

9、垓下酣战  

10、楚歌  

11、别姬  

12、鼓角甲声  

13、出围  

## 《养正轩琵琶谱·霸王卸甲》
浦东派的传谱是一个变奏曲，通过多次变奏主要旋律来层层推进叙事。定弦（缠老中子）：ABea，记谱五线谱多用G调记谱（如《养正轩琵琶谱》），简谱多用D调记谱（如人民音乐出版社出版的《琵琶考级曲目 7-9级 演奏级》）。

### 段落
1、营鼓  

2、升帐  

3、点将 

4、整队  

5、排阵  

6、出阵  

7、接战  

8、垓下  

9、楚歌  

10、鼓角甲声  

11、众军归里  